# Il diavolo-custode
Il diavolo-custode (Sufferin' Cats!) è un film del 1943 diretto da William Hanna e Joseph Barbera. È il nono cortometraggio animato della serie Tom & Jerry, prodotto nel 1942 dalla Metro-Goldwyn-Mayer e uscito negli Stati Uniti il 16 gennaio 1943. Nel corto appare per la prima volta il gatto Meathead. Questo è l'ultimo corto MGM in cui Clarence Nash fornisce gli effetti vocali dei gatti. In seguito, i gatti comparsi nei cartoni MGM avrebbero solo urlato quando si facevano male (gli urli di Tom erano eseguiti dal suo creatore William Hanna). Nella sua uscita originale, il tema musicale di apertura del corto era "Runnin' Wild". Per la riedizione, il 4 giugno 1949, esso venne sostituito con il classico tema della serie. Inoltre nella riedizione vengono accreditati anche gli animatori e Bradley, mentre nella prima edizione figuravano solo i registi.
L'edizione italiana del corto venne ridoppiata nel 2001, ed esso venne rititolato Gli insopportabili gatti. Tuttavia, per un errore, in cover, menù e sottotitoli dei DVD il titolo Il diavolo custode venne da allora dato a Un gatto messo alla porta, il primo corto della serie.

## Trama
Tom si diverte come al solito a disturbare Jerry, il quale decide di scappare dal gatto uscendo di casa. Jerry s'imbatte però in un gatto randagio di nome Meathead che sta rubando del cibo dalla spazzatura e così, per salvarsi la vita, inizia a fingere di preferire il gatto sconosciuto a Tom. Meathead però tenta subito di mangiarlo, così Jerry torna da Tom. I due gatti iniziano così a litigare furiosamente per il possesso del topo, finché non decidono di tagliarlo in due con un'ascia per dividerselo. Mentre Meathead tiene fermo Jerry, Tom ha il compito di colpirlo. Tuttavia Tom viene interrotto dalla propria coscienza diabolica, che gli dice che Jerry spetta di diritto a lui e lo convince a colpire invece Meathead. Mentre Tom alza l'ascia, però la lama cade all'indietro e lui colpisce Meathead con il solo manico, provocandogli un semplice bernoccolo. I due rivali ricominciano quindi a litigare, ma improvvisamente notano Jerry scappare dal cancello di legno della casa. Tom e Meathead corrono verso il cancello, schiantandocisi contro e rimanendo incastrati nel legno. Così Jerry prende un'asse di legno per sculacciare i gatti, che prima di iniziare a urlare leggono un avviso appeso al cancello: "Le consegne si fanno sul retro".

## Distribuzione

### Edizione italiana
Del corto esistono due doppiaggi italiani. Il primo venne effettuato alla fine degli anni settanta dalla Effe Elle Due per la TV. Il ridoppiaggio, più fedele all'edizione originale, venne effettuato nel 1999 dalla Time Out Cin.ca per la VHS Tom & Jerry: Festival delle risate e da allora è stato usato sia in TV che in DVD.